# La fuerza está con Cerveza Cristal
La fuerza está con Cerveza Cristal (también conocida en inglés como Force is with Cristal Beer) es el nombre de una serie de comerciales de televisión realizados para Cerveza Cristal (perteneciente a CCU), emitidos en Chile en diciembre de 2003 durante la presentación de las películas de la saga Star Wars en Canal 13.

## Sinopsis

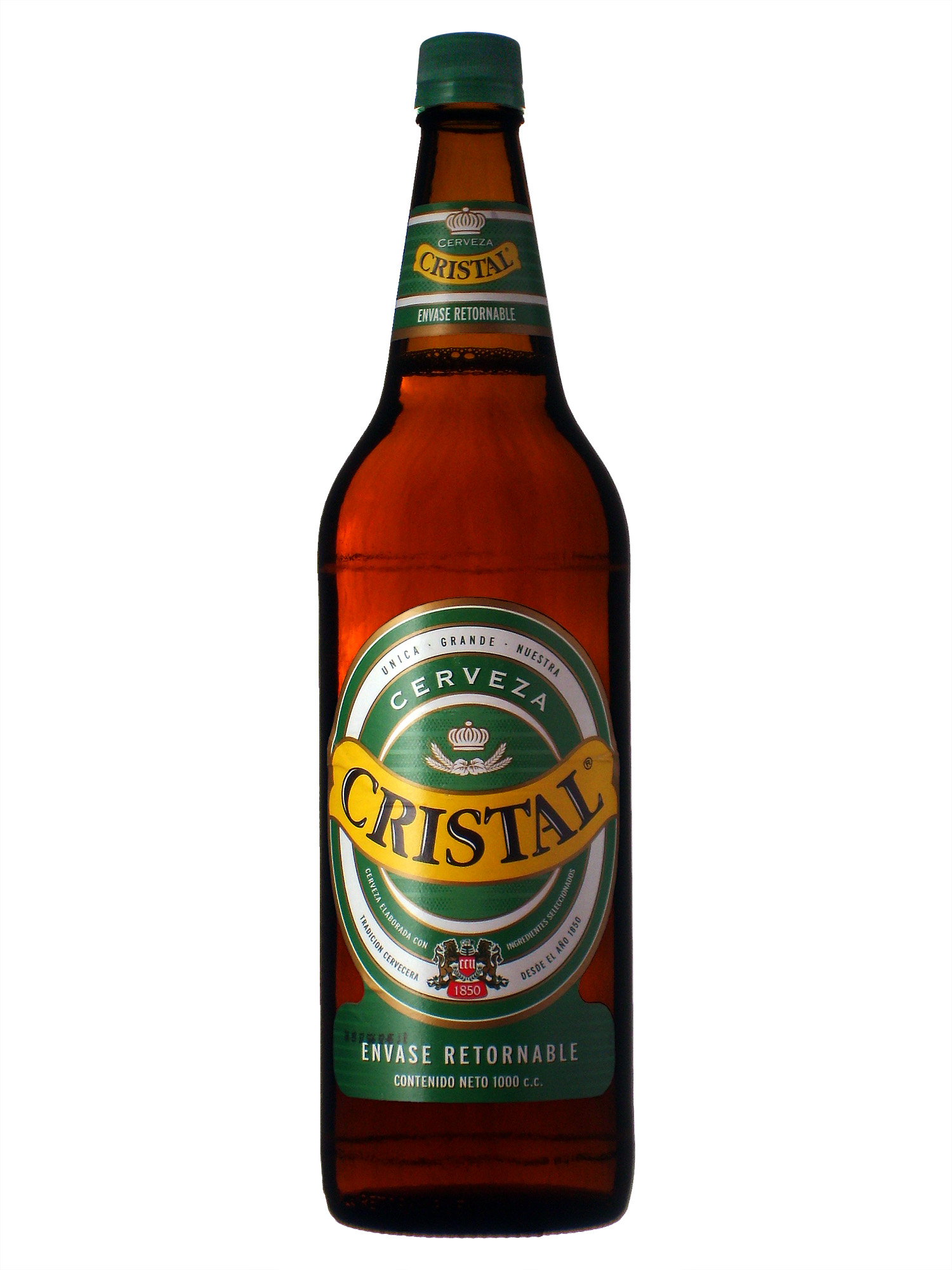
Envase de Cerveza Cristal de la década de 2000.

Los comerciales, que estaban separados de la emisión de la película por solamente un cuadro de color negro, estaban insertos de tal forma que parecían ser la continuación de la escena en que se encontraba el filme antes de iniciar la tanda publicitaria. Por ejemplo, en una escena de Star Wars: Episodio IV - Una nueva esperanza en la que Obi-Wan Kenobi se levanta de su asiento para abrir un cofre, esta es sucedida por el comercial en que aparece una mano con vestimenta similar a la de Obi-Wan abriendo un cofre que en su interior contenía botellas de cerveza Cristal rodeadas de hielo; tras ello, suena el jingle característico de la marca y aparecía su logo en pantalla, para finalmente dar paso a los siguientes comerciales de la tanda.
En otros casos emitidos durante las películas de Star Wars, se puede ver a Luke Skywalker en una escena sacando su sable de luz, pero en vez de ello obtiene una lata de cerveza Cristal, o también a Palpatine alcanzando una lata de dicho producto mediante el uso de La Fuerza.
La serie de comerciales fue realizada para la Compañía de Cervecerías Unidas (CCU) por las agencias de publicidad OMD Chile y Efex. Felipe Wielandt, gerente de marcas que supervisó el proyecto, señaló que la campaña buscaba «llegar a consumidores cada vez más distantes» y que se generó una alianza con el área comercial de Canal 13 para desarrollar las publicidades.

## Reacciones
Debido al éxito que tuvo la emisión de los comerciales, CCU decidió realizar una nueva campaña —denominada Rompiendo el zapping— con nuevos comerciales insertos como continuaciones de escenas durante las emisiones de otras películas, como por ejemplo American Beauty, Gladiator y Notting Hill, emitidas también en Canal 13 durante febrero y marzo de 2004. La campaña recibió el Grand Prix en la categoría Medios en los Premios ACHAP de 2004, y el Gran Ojo Innovador en los Premios Ojo de Iberoamérica.
En junio de 2004 la campaña publicitaria La fuerza está con Cerveza Cristal ganó el Grand Prix de Medios en el Festival Internacional de la Creatividad Cannes Lions, siendo la primera vez que una empresa chilena recibía dicho galardón; en dicha ocasión obtuvo los premios a Mejor Uso de Televisión y en la categoría Jóvenes Adultos (18-39 años). En 2009 la serie de comerciales ingresó al Salón de la Fama de Iberoamérica.
La revista estadounidense Ad Age señaló que la campaña, que difuminaba la línea entre contenido televisivo y comerciales, probablemente no podría ser emitida en Estados Unidos «sin invocar la furia de George Lucas». El 15 de septiembre de 2004 Lucasfilm —productora cinematográfica a cargo de la saga Star Wars— presentó un reclamo ante el Consejo de Autorregulación y Ética Publicitaria de Chile (Conar), alegando infracciones al derecho de autor y al Código Chileno de Ética Publicitaria, especialmente en lo relativo al discernimiento del comercial para la teleaudiencia al estar unido a la escena que le precedía durante la emisión de la película. El 15 de diciembre del mismo año el Conar acogió el reclamo de Lucasfilm, señalando que la publicidad en cuestión no podría ser utilizada nuevamente.
En marzo de 2024 la campaña publicitaria tuvo un resurgimiento en redes sociales gracias a una serie de tuits virales. También en Twitter, la campaña publicitaria fue parodiada en otras películas como El Señor de los Anillos, Seven y Dune. El 14 de marzo, durante una emisión de El día menos pensado en TVN, una escena fue intervenida para realizar una publicidad del mismo estilo de la campaña La fuerza está con Cerveza Cristal a fin de dar pase a la tanda de comerciales; en la secuencia, el protagonista del capítulo se encuentra en la cocina y abre una despensa en donde aparecen latas de la bebida alcohólica.